# Deossizuccheri

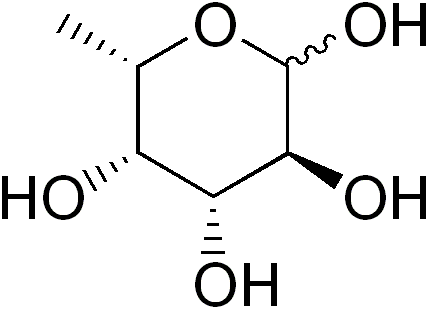
Fucosio

Ramnosio

I deossizuccheri sono glucidi in cui un gruppo ossidrilico è rimpiazzato da un atomo di idrogeno (deossigenazione). Sebbene la deossigenazione sia possibile in qualsiasi posizione all'interno della molecola glucidica, risultano maggiormente diffusi i 6-deossizuccheri.
Il deossizucchero più abbondante in natura è il deossiribosio, 2-deossizucchero che interviene nella formazione dell'acido deossiribonucleico (DNA). Altri esempi di comuni deossizuccheri sono rappresentati dal D-chinovosio (6-deossi-D-glucopiranosio), L-ramnosio (6-deossi-L-mannopiranosio) e L-fucosio (6-deossi-L-galattopiranosio), tutti costituenti di molecole riscontrate tra l'altro in piante e batteri.
I dideossizuccheri, ovvero i glucidi in cui vengono rimpiazzati due gruppi OH, sono più rari ma non meno importanti. Si riscontrano come unità terminali di oligosaccaridi legati a proteine di superficie di vari batteri.

## Sintesi e proprietà
I 3-, 4- e 6-deossizuccheri vengono generalmente sintetizzati per riduzione del carboidrato di partenza senza proteggere (mediante l'uso di un gruppo protettivo) il gruppo OH nella posizione che si intende deossigenare. I 2-deossizuccheri vengono convenientemente sintetizzati per idratazione con acetato mercurico dei glicali (zuccheri ciclici con un doppio legame in posizione 1,2) e successiva riduzione con sodio boroidruro.
La deossigenazione apporta delle modificazioni delle proprietà chimico-fisiche rispetto allo zucchero originario in cui è presente il gruppo OH. Ad esempio, nel caso del deossiribosio si ha la modificazione della stabilità dell'acido nucleico risultante, mentre la deossigenazione in posizione 6 produce un miglioramento delle interazioni idrofobiche con gli appropriati recettori di altre biomolecole.